# Eva Herzigová
Eva Herzigová (Litvínov, 10 de Março de 1973) é uma modelo e atriz checa.

## Carreira
Eva Herzigová, aos dezesseis anos, aproveitando uma visita com os pais a Praga, participou num concurso de manequins realizado pela agência francesa Metropolitan. Curiosamente, na sua juventude, a modelo checa nunca pensou em fazer carreira na moda e dedicava-se bastante ao desporto, achando que sua irmã poderia ter mais sorte como modelo. Mas esta não quis entrar no concurso e Eva tentou a sua sorte. Acabou por vencer e, meio ano depois, já estava em Paris para dar início a uma bem sucedida carreira como manequim internacional, onde ganhou mais fama nas revistas de moda do que nas passereles.
Os primeiros tempos em França foram bastante difíceis porque a jovem checa nunca tinha frequentado aulas em escolas de moda nem tinha experiência no ramo. Aliás, Eva Herzigová chegou a Paris sem poder levar consigo um currículo onde figurassem trabalhos publicados no seu país natal, pois era uma perfeita desconhecida. Para além disso, não gostava de sessões de fotografia, onde toda a gente ficava horas à volta dela. No entanto, com o passar do tempo, a situação inverteu-se por completo e adaptou-se perfeitamente às sessões de fotografia, que preferia aos shows de moda.
A imagem de Eva acabou por ser associada à da actriz norte-americana Marilyn Monroe, um pouco como aconteceu com Claudia Schiffer. Aliás, foi sem espanto que, em 1992, sucedeu à modelo alemã como rosto da Guess?. Esta associação à marca de roupa Guess? tornou-a conhecida em todo o mundo. Pouco tempo depois fez a capa da revista Elle e assinou contrato com a casa de lingerie Wonderbra, onde também passou a ser a cara da empresa, o que transformou Eva, definitivamente, numa das mais conceituadas manequins internacionais.
Herzigová ambiciona fazer também carreira no cinema e a sua estreia, em 1995, ocorreu num filme francês, Os Anjos da Guarda, onde contracenou com o conceituado actor francês Gérard Depardieu.
Eva Herzigová foi colocada na 9.ª posição na lista das 20 modelos-ícones, publicada pelo site norte-americano Models.com.

## Vida pessoal
Em Setembro de 1996 casou-se com Tico Torres, baterista de Bon Jovi, mas divorciaram-se em Junho de 1998.
Desde 2000 está ligada sentimentalmente com o presidente da companhía discográfica Maverick Records, Guy Oseary.